# Jansen Harkins
Jansen Harkins (Cleveland, 23 maggio 1997) è un hockeista su ghiaccio statunitense, ma con passaporto canadese e centro degli Anaheim Ducks (NHL).
Harkins è stato scelto con la 47ª scelta assoluta dai Winnipeg Jets nel Draft 2015. Dopo i Jets, ha giocato in NHL anche con i Pittsburgh Penguins per poi approdare ai Ducks nel 2014. A livello internazionale, pur avendo cittadinanza statunitense, ha rappresentato il Canada avendo anche la cittadinanza di questo paese.

## Palmarès

### Ivan Hlinka Memorial Tournament
- 1 medaglia:
  - 1 oro (Repubblica Ceca 2014)

### World Championships U18
- 1 medaglia:
  - 1 bronzo (Svizzera 2015)